# Felix Ready
Sir Felix Fordati Ready, GBE, KCB, CSI, CMG, DSO (* 16. Juli 1872 in Ballasalla, Isle of Man; † 6. April 1940 in Kensington, London) war ein britischer Offizier und zuletzt General der British Army, der unter anderem zwischen 1926 und 1928 Kommandeur des Heeres in Nordirland, von 1929 bis 1930 Kommandeur der 1. Division (1st Division) sowie zwischen 1931 und 1935 Generalquartiermeister des Heeres (Quartermaster-General to the Forces) war. Er bekleidete zudem von 1930 bis zu seinem Tode 1940 das Ehrenamt als Colonel of the Royal Berkshire Regiment.

## Leben

### Ausbildung und Verwendungen als Offizier, Mahdi-Aufstand und Zweiter Burenkrieg
Felix Fordati Ready war der Sohn von Oberst John Tobin Ready und ein Enkel von Generalmajor John Ready (1777–1845), der unter anderem zwischen 1832 und seinem Tode 1845 Vizegouverneur der Isle of Man war. Er besuchte das Wellington College in Berkshire und wurde nach einer Offiziersausbildung am 5. Dezember 1891 als Leutnant (Second Lieutenant) in das Linieninfanterieregiment Princess Charlotte of Wales’s (Royal Berkshire Regiment) übernommen. Im Laufe seiner dortigen weiteren Verwendungen wurde er am 28. Juli 1894 zum Oberleutnant (Lieutenant) befördert und am 7. Januar 1898 zur britischen Ägypten-Armee (Egyptian Army) abgeordnet, wobei er für seinen Einsatz in der Schlacht am Atbara (8. April 1898) und der Schlacht von Omdurman (2. September 1898) in der Endphase der Niederschlagung des Mahdi-Aufstandes im Kriegsbericht erwähnt (Mentioned in dispatches) wurde. Ferner wurde ihm für seine dortigen militärischen Leistungen am 10. Mai 1899 der Mecidiye-Orden Vierter Klasse verliehen.
Nach seiner Rückkehr war Ready zunächst überplanmäßig in seinem Regiment eingesetzt, ehe er am 10. Januar 1900 wieder eine Planstelle als Oberleutnant zugewiesen bekam. Er nahm während des Zweiten Burenkrieges (1899 bis 1902) an Kampfhandlungen im Oranje-Freistaat sowie in der Transvaal-Republik teil und wurde am 10. September 1901 erneut im Kriegsbericht erwähnt sowie am 27. September 1901 zum Companion des Distinguished Service Order (DSO) ernannt.

### Verwendungen als Stabsoffizier und Erster Weltkrieg
Am 10. Januar 1902 wurde Felix Ready zum Hauptmann (Captain) befördert und übernahm nach seiner Abordnung zum Stabsdienst am 9. September 1903 den Posten eines stellvertretenden assistierenden Generalquartiermeisters (Deputy-Assistant Quartermaster-General) seines Regiments. Am 21. November 1905 wurde er zum stellvertretenden Assistierenden Adjutanten und Generalquartiermeister seines Regiments ernannt und bekleidete diesen Posten bis zum 31. Oktober 1907. Daraufhin war er selbst wiederum überplanmäßig eingesetzt, ehe am 29. August 1908 eine Einweisung in eine Planstelle als Hauptmann erfolgte. Im Anschluss war er vom 1. August 1910 bis zum 1. August 1914 im Range eines Generalstabsoffiziers Dritten Grades Kommandeur einer Kadettenkompanie (Company of Gentleman Cadets) am Royal Military College Sandhurst und wurde in dieser Funktion am 19. September 1911 auch Major.
Nach Beginn des Ersten Weltkrieges übernahm Major Ready am 19. August 1914 wieder den Posten eines stellvertretenden assistierenden Adjutanten und Generalquartiermeisters sowie anschließend am 2. Juni 1915 unter Verleihung des zeitlich befristeten Dienstgrades eines Oberstleutnants (Temporary Lieutenant-Colonel) Assistierender Adjutant und Generalquartiermeister, woraufhin er am 22. Juni 1915 den Brevet-Rang eines Oberstleutnants (Brevet Lieutenant-Colonel) verliehen bekam. Die Funktion als Assistierender Adjutant und Generalquartiermeister übte er bis zum 5. August 1916 aus und wurde am 18. August 1916 mit dem zeitlich befristeten Dienstgrad eines Brigadegenerals (Temporary Brigadier-General) stellvertretender Generaladjutant (Deputy Adjutant-General), wobei er in dieser Zeit am 29. Dezember 1916 auch den Brevet-Rang eines Oberst (Brevet Colonel) erhielt. Für seine Verdienste wurde er zudem 1916 Companion des Order of St Michael and St George (CMG) und bekam zudem im Juli 1916 den russischen Annenorden Zweiter Klasse mit Schwertern verliehen.
Für seine herausragenden Verdienste bei den militärischen Operationen im späteren Britischen Mandatsgebiet Mesopotamien wurde er am 4. Juni 1917 Companion des Order of the Bath (CB). und erhielt am 18. Oktober 1917 zudem als stellvertretender Generaladjutant den zeitlich befristeten Dienstgrad eines Generalmajors (Temporary Major-General). Für seine Verdienste im Mandatsgebiet Mesopotamien wurde er ferner am 5. März 1919 Companion des Order of the Star of India (CSI).

### Zwischenkriegszeit und Aufstieg zum General
Nach Ende des Ersten Weltkrieges wurde Temporary Major-General Felix Ready am 10. Januar 1919 von der Liste der Offiziere des Princess Charlotte of Wales’s (Royal Berkshire Regiment) gestrichen und bis zum 15. Mai 1919 in seiner Funktion als stellvertretender Generaladjutant bestätigt. Im Anschluss war er vom 17. Juni 1919 bis zu seiner Ablösung durch Generalmajor Sir William Henry Rycroft am 23. Juni 1920 Generalmajor für Verwaltung der Truppen in Irland (Major-General, Administration, Ireland). Er selbst wiederum übernahm am 23. März 1921 im Kriegsministerium (War Office) den Posten als Direktor für Personaldienste (Director of Personal Services) und bekleidete diesen bis zum 23. März 1925, woraufhin Generalmajor George Jasper Farmar ihn ablöste.
Am 1. Januar 1926 löste Ready Generalmajor Sir Archibald Cameron als Kommandierender General des Nordirland-Distrikts (General Officer Commanding, Northern Ireland District) ab und hatte dieses Kommando bis zu seiner Ablösung durch Generalmajor Sir Arthur Grenfell Wauchope am 15. Dezember 1928 inne. Danach wurde er selbst wiederum am 15. Dezember 1928 Nachfolger von Generalmajor John Duncan Kommandeur der 1. Division (1st Division) und bekleidete dieses Amt bis zum 9. November 1930, woraufhin Generalmajor Wentworth Harman ihn ablöste. Er wurde in dieser Verwendung zum Generalleutnant (Lieutenant-General) befördert und nach Ende des Kommandos am 9. November 1930 auf Halbsold (Half-pay List) gesetzt. 1930 übernahm er zudem das Ehrenamt als Colonel of the Royal Berkshire Regiment und behielt dieses bis zu seinem Tode am 6. April 1940.
Am 2. Februar 1931 wurde Generalleutnant Felix Ready wieder von der Halbsold-Liste genommen und übernahm als Nachfolger von Generalleutnant Sir Hastings Anderson die Funktion als Generalquartiermeister des Heeres (Quartermaster-General to the Forces). Er war damit bis zu seiner Ablösung durch General Sir Reginald May am 2. Februar 1935 verantwortlich für die Bewegung und Einquartierung der Truppen. In dieser Verwendung war er zugleich zwischen Februar 1931 und Februar 1935 Mitglied des Königlichen Heeresrates (His Majesty’s Army Council). Für seine Verdienste wurde er am 3. Juni 1931 als Knight Commander des Order of the Bath (KCB) nobilitiert, wodurch er fortan den Namenszusatz „Sir“ führte. Darüber hinaus wurde er am 16. Juli 1934 schließlich zum General befördert.
Am 2. Februar 1935 schied Sir Felix Ready aus dem aktiven Militärdienst und trat in den Ruhestand (Retired-pay List). Für seine langjährigen Verdienste wurde er des Weiteren zum 3. Juni 1935 Knight Grand Cross des Order of the British Empire (GBE). Nachdem er am 16. Juli 1939 die Altersgrenze der Wiedereinberufung erreicht hatte, wurde er von der Liste der Reserveoffiziere gestrichen. Seit 1900 war er mit Marguerite Violet Daisy Cotterill verheiratet.